# Arcata di Riolano

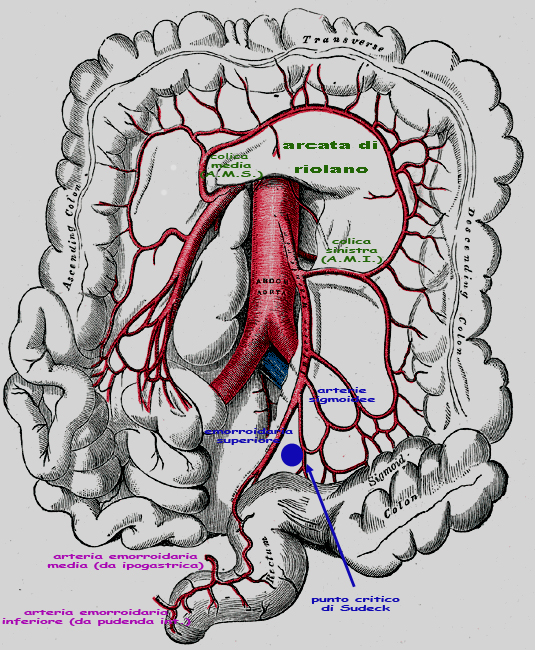
Arcata di Riolano

L'Arcata di Riolano o Arcata arteriosa di Riolano in  Anatomia umana normale indica una anastomosi tra il ramo ascendente dell'Arteria colica media che è la prima branca dell'Arteria mesenterica superiore e il ramo ascendente dell'Arteria colica sinistra branca superiore dell'Arteria mesenterica inferiore.

Mette quindi in comunicazione due sistemi arteriosi diversi assicurando al colon trasverso e alla prima parte di quello discendente una irrorazione ottimale.
La vascolarizzazione dell'Apparato digerente è ricca di anastomosi il che rende efficiente la vascolarizzazione ma comporta anche un riscontro frequente di anomalie. Di conseguenza è possibile rilevare differenze significative anche nelle suddivisioni proposte dai vari Autori. In questo caso è stata seguita la nomenclatura del Gray al cui testo di Anatomia appartiene l'immagine riportata.